# Gründungsurkunde des Klosters Tihany
Die Gründungsurkunde für das Kloster Tihany von 1055 ist die älteste erhaltene vollständige Urkunde Ungarns. Sie enthält die ältesten Schriftzeugnisse in ungarischer Sprache und in einer finno-ugrischen Sprache überhaupt.

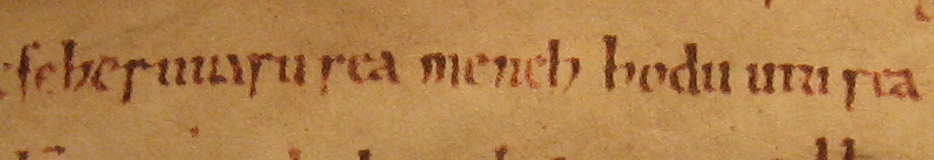
Längste Formulierung in ungarischer Sprache

Die Urkunde wurde im Jahr 1055 von König Andreas I. ausgestellt. In ihr garantiert er dem von ihm neu gegründeten Kloster Tihany dessen Besitzungen und Rechte. Die Urkunde ist in lateinischer Sprache verfasst, mit 58 Wörtern in ungarischer Sprache – meist Orts- und Eigennamen, aber auch einige kurze Wortgruppen. Die meisten der Orte werden hier erstmals erwähnt.
Die Urkunde ist aus Pergament und 880 mm × 370 mm groß. Sie befindet sich im Archiv der Erzabtei Pannonhalma.